# Bathypolypus arcticus
Bathypolypus arcticus é uma espécie de molusco pertencente à família Octopodidae.
A autoridade científica da espécie é Prosch, tendo sido descrita no ano de 1849.
Trata-se de uma espécie presente no território português, incluindo a zona económica exclusiva.